# Волгасиха
 Волгасиха — деревня в Ивановском районе Ивановской области. Входит в состав Богданихского сельского поселения.

## География
Находится в центральной части Ивановской области на расстоянии приблизительно 20 км на восток-юго-восток по прямой от вокзала станции Иваново.

## История
В 1859 году здесь (тогда деревня Шуйского уезда Владимирской губернии) было учтено 10 дворов, в 1902 — 22.

## Население
Постоянное население составляло 64 человека (1859 год), 120 (1902), 5 в 2002 году (русские 80 %), 1 в 2010.